# Волошка (Коноський район)
Волошка (рос. Волошка) — селище в Коноському районі Архангельської області Російської Федерації.
Населення становить 851 особу. Входить до складу муніципального утворення Волошське сільське поселення.

## Історія
Від 2004 року входить до складу муніципального утворення Волошське сільське поселення.

## Населення
| 1959 | 1970  | 1979  | 1989  | 2002  | 2010 | 2012 |
| ---- | ----- | ----- | ----- | ----- | ---- | ---- |
| 5320 | ↘3903 | ↘2968 | ↘2448 | ↘1624 | ↘902 | ↘851 |